# Ташкентский исламский институт
Ташке́нтский исла́мский институ́т и́мени Има́ма Бухари́ (узб. Imom Buxoriy nomli Toshkent islom instituti/Имом Бухорий номли Тошкент ислом институти) — высшее духовное учебное заведение Ташкента. Являлся единственным высшим исламским учебным заведением в СССР.
Готовит исламоведов, имамов-хатибов, преподавателей арабского языка.
На территории института расположен архитектурный памятник — ташкентская мечеть Намазгох.

## Расположение
Ташкентский исламский институт находится в доме 47а по 18-му проезду Заркайнар. 

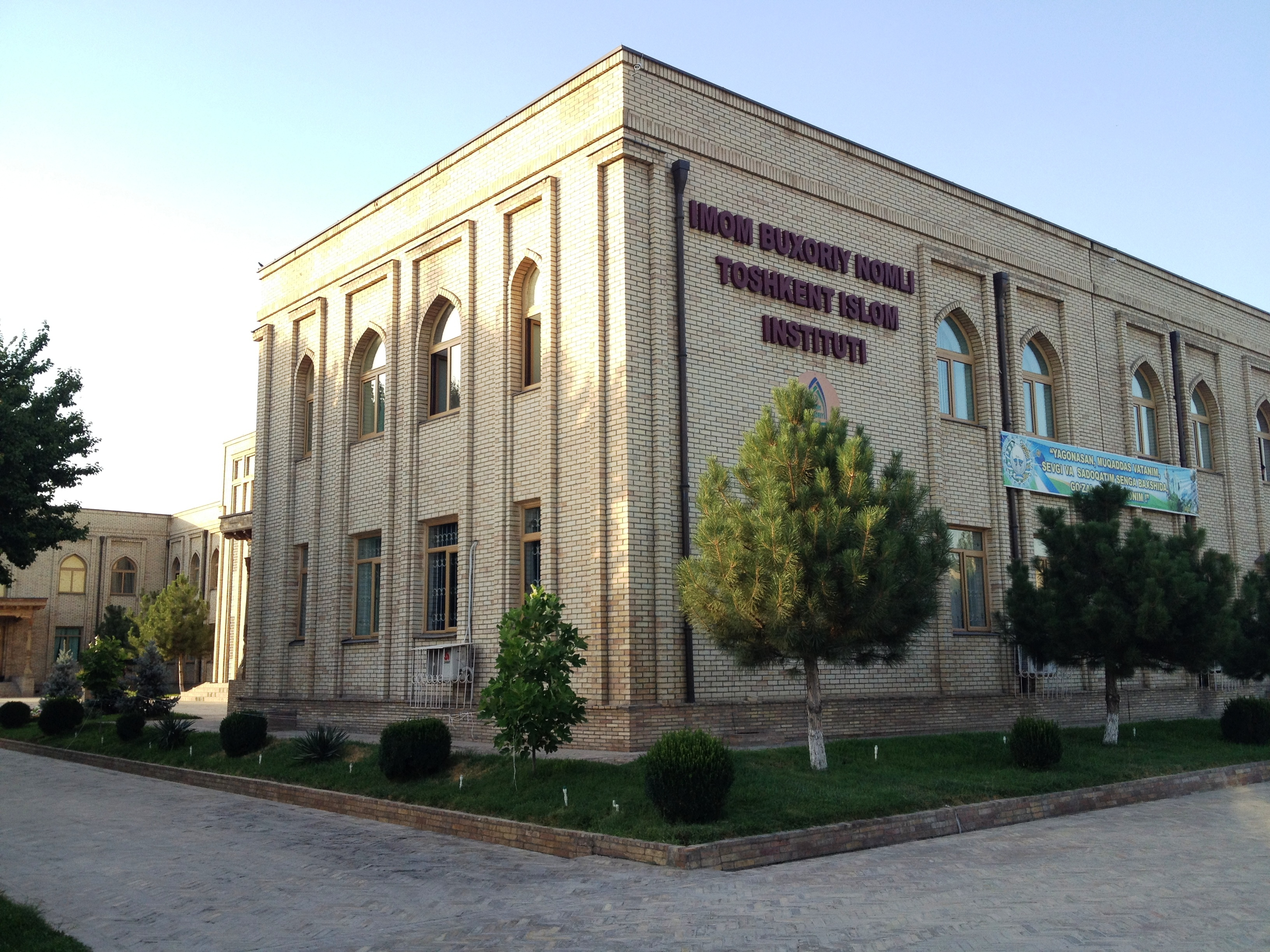
Здание Ташкентского исламского института, вид с торца

На территории учебного заведения расположен архитектурный памятник — ташкентская мечеть Намазгох, входящая в состав ансамбля Хазрати Имам.

## История
Учебное заведение было создано по инициативе крупнейшего мусульманского религиозного деятеля СССР, председателя Духовного управления мусульман Средней Азии и Казахстана Зияуддинхана ибн Эшона Бабахана. История института восходит к Курсам повышения квалификации имамов-хатибов мечетей, действовавших с 1970 года. Затем, в 1971 году, на базе курсов создаётся высшее учебное заведение — Высший исламский ма’хад. В 1991 году оно было переименовано в Ташкентский исламский институт. Уже при создании учреждению присваивается имя Имама аль-Бухари — выдающегося исламского теолога, мухаддиса, жившего в средневековье на территории современного Узбекистана.
В СССР институт являлся единственным высшим исламским учебным заведением. Он подготавливал сотрудников для религиозных учреждений не только на территории Средней Азии и Казахстана, но и в Европейской части страны, Кавказском регионе и Сибири.
В настоящее время институт подчиняется Управлению мусульман Узбекистана. В 2003 году кабинет министров Республики Узбекистан постановил выдавать выпускникам института диплом бакалавра.

## Структура
В составе института действуют 4 кафедры: религиозных наук, общественных наук, тахфиз аль-Кур’ан (заучивания Корана наизусть), языков.
В институте функционируют учёный совет, учебно-методический совет, воспитательный совет, студенческий совет.

## Обучение
Учебные программы Ташкентского исламского института ориентированы на глубокое изучение основ исламского вероучения, истории и теории религии, овладение арабской словесностью.
На кафедре религиозных наук ведётся преподавание таких дисциплин как фикх, усуль аль-фикх, хадис, акида, мусталях-аль-хадис (терминология хадисов), тафсир, фард, хатоба[неизвестный термин]. На кафедре общественных наук в программу входят такие науки как история религий, история ислама, история мазхабов и исламских течений, история Узбекистана, философия, основы духовности, социология,  политология, экономическая теория, основы экологии. На кафедре тахфиз аль-Кур’ан (заучивания Корана) ведётся изучение улум аль-Кур’ан (коранических наук), кираата, таджвида и других дисциплин. На кафедре языков читаются курсы родного (узбекского), арабского, персидского, английского, русского языков, искусств красноречия и каллиграфии. Занятия проводятся на узбекском и арабском языках.
По состоянию на 2015 год в Ташкентском исламском институте работало 60 преподавателей, по состоянию на 2008 год — 43 преподавателя.
Окончившие институт студенты получают диплом бакалавра (с 2003 года) и специальность исламоведа, имама-хатиба или преподавателя арабского языка.

## Ресурсы
Учебное заведение располагает библиотекой, где находится более 20 000 единиц хранения (2008).

## Студенты
По состоянию на 2008 год в Ташкентском исламском институте обучалось более 130 студентов. С момента основания к 2008 году учебное заведение окончило около 1700 человек.

## Известные выпускники
- Шейх Мухаммад Садык Мухаммад Юсуф (1952—2015, окончил в 1975[3]) — председатель Духовного управления мусульман Средней Азии и Казахстана (1989—1993), народный депутат СССР (1989)
- Гаджи Аллахшукюр Гуммет оглы Пашазаде (р. 1949, окончил в 1975[4]) — председатель Духовного управления мусульман Закавказья (1980—1992), впоследствии — Духовного управления мусульман Кавказа (с 1992)
- Ахмат Абдулхамидович Кадыров (1951—2004, учился в 1982—1986[5]) — муфтий Чеченской Республики Ичкерия (1995—2000), перешедший на сторону Российской Федерации и возглавивший Чеченскую Республику (2000—2004)
- Абдимутали Кайназарулы Дауренбеков (p. 1969, учился в 1996—2000) — верховный имам Актюбинской области и мечети Нур Гасыр (c 2011), выбранный лучшим имамом Казахстана (2012)
- Аушев, Башир-Хаджи Магомедович (1959—2002; учился в 1975—1980 гг.) — ингушский религиозный и политический деятель, депутат Народного Собрания Республики Ингушетия I и II созывов.
- Усман Алимов (1950—2021, окончил в 1987) — главный муфтий Узбекистана, председатель Управления мусульман Узбекистана (2006—2021)[6].